# Muslim ibn al-Walīd
Muslim ibn al-Walīd (en arabe : مسلم بن الوليد), est un poète de l’époque abbasside, né en 753 à Koufa et mort à Gorgan.